# 은어죽
은어죽(銀魚粥)은 은어와 쌀로 만든 한국 죽의 일종이다.

## 준비
국은 보통 은어를 삶아 육수를 만들고 삶은 생선의 뼈를 발라 죽에 넣고 불린 쌀을 육수에 넣고 끓인다.
전라남도에서는 찹쌀과 수삼, 밤, 대추로 죽이 만든다. 국물은 보통 다진 마늘, 다진 생강, 소금, 참기름으로 간을 한다.
경상북도에서는 은어 육수를 먼저 된장과 고추장으로 양념한다. 불린 쌀에 향료(보통 다진 파, 다진 마늘, 간 생강)를 넣고 수제비(찢은 밀가루 반죽)와 고추, 깻잎, 미나리, 쑥갓 등의 채소를 넣는다.
경상남도에서는 뼈를 발라낸 은어를 참기름에 볶는다. 잘게 썬 양파와 당근을 쌀과 육수에 넣는다. 죽은 소금으로 간을 하여 마무리한다.

## 같이 보기
- 전복죽